# فاوریا
فاوریا (به ایتالیایی: Favria) یک کومونه در ایتالیا است که در استان تورین واقع شده‌است.

## خصوصیات
فاوریا ۱۴٫۸۵ کیلومترمربع مساحت و ۵٬۱۴۸ نفر جمعیت دارد.